# Pervan Donji
Pervan Donji (szerbül: Перван Доњи), település Banja Luka községben, Bosznia-Hercegovinában, Bosanska krajina területén, a Szerb Köztársaságban.

## Fekvése
Bosznia-Hercegovina északi részén, Banja Luka központjától légvonalban 18, közúton 26 km-re délnyugatra, 270-430 méteres magasságban fekszik.

## Népessége
| Nemzetiségi csoport | Népesség 1991 | Népesség 2013 |
| ------------------- | ------------- | ------------- |
| Szerb               | 664           | 271           |
| Bosnyák             | 1             | 0             |
| Horvát              | 2             | 0             |
| Jugoszláv           | 1             | 0             |
| Egyéb               | 4             | 1             |
| Összesen            | 672           | 272           |

## Története
A régészeti leletek tanúsága szerint területén már a késő bronzkortól fogva laktak emberek. A Gaj pod Sokolinom lelőhelyen őskori erődítmény maradványai találhatók. Pervan határában a Špirino vrelo forrása feletti földnyelv északi végében a középkorban vár állt, melynek maradványai ma is jól láthatók.
Pervan falu nevének eredete nem teljesen tisztázott, és a legvalószínűbb magyarázat az, hogy a név a „prvi” (első) szó régi alakjából – „pervi” származik, mivel a falu volt az első a búzatermelésben összehasonlítva a környező településekkel. A település 1878-ig tartozott az Oszmán Birodalomhoz, ekkor a berlini kongresszus határozata alapján az Osztrák-Magyar Monarchia része lett. 1879-ben az első osztrák-magyar népszámlálás során a Banja Luka-i járáshoz tartozó Pervan településnek 138 háztartása és 685 ortodox lakosa volt. 1910-ben a Banja Luka-i járáshoz tartozó Donji Pervan településen 72 háztartást és 569 ortodox lakost találtak. A monarchia szétesésével 1918-ban előbb a Szerb-Horvát-Szlovén Királyság, majd 1929-től a Jugoszláv Királyság része. 1921-ben a Donji Pervan községnek összesen 63 háztartása és 509 lakosa volt. Jugoszlávia megszállása után a Független Horvát Állam (NDH) része lett. A második világháború után a szocialista Jugoszláviához tartozott. A daytoni békeszerződést követő területfelosztásnál Banja Luka község részeként a Szerb Köztársaság területéhez került.

## Oktatás
A településen Gornji, Donji Pervan és Goleši határán kilencosztályos általános iskola működik. Ez az iskola a bistricai „Miroslav Antić” Általános Iskola területi iskolája. A Donji Pervan-i iskola 1962-től a gornji pervani iskola része volt, 1965/1966-től a Bronzani Majdan-i „Mladen Sojanović” Általános Iskolához tartozott, 1976-tól pedig a pervani "Milorad Umjenović" Általános Iskola területi iskolája volt. 1987-től a falu tanulói a pervani iskolába járnak. A pervani általános iskola épülete 1948 és 1950 között épült kőből. Ebben a formában 1989 óta működik, amikor még „Milorad Umjenović” néven önálló iskola volt. A 2017/2018-as tanévben 30 tanuló járt ide.

## Nevezetességei
- Szent Marina nagymártír tiszteletére szentelt ortodox temploma.
- Varošište – Pervan Rađevići nevű településrészén középkori erőd maradványai találhatók. A Špirino vrelo forrása feletti földnyelv északi végében egy 9 méter átmérőjű, kőből épített torony maradványai találhatók. A földnyelv déli oldala felé 8 méteres szélességű mélyedés látható, melyet egykor híddal íveltek át. Kissé odébb egy 10 méter átmérőjű tumulus (talán egykori torony maradványa) látható, mely előtt hármas, 2-3 méter széles sánc húzódott. A vár korát a késő középkorra tették.[4]
- Gaj pod Sokolinom - őskori erődítmény maradványai. A maradványok egy domináns magaslat 90x35 méteres, megnyúlt hátát foglalják el, nagy határsáncokkal és földbástyákkal, melyek korát a késő bronzkorra és a vaskorra tették.[4]